# Straßenname

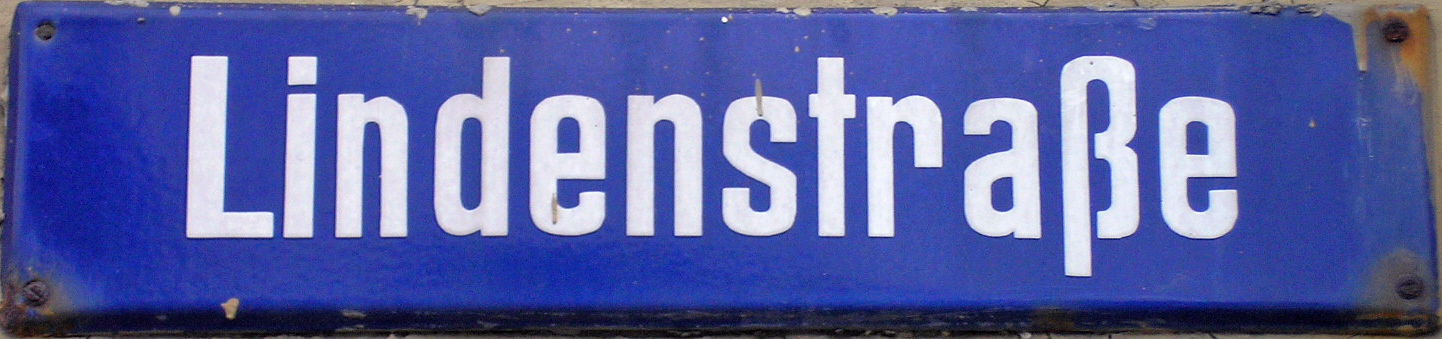
Straßennamensschild aus den 1970er Jahren

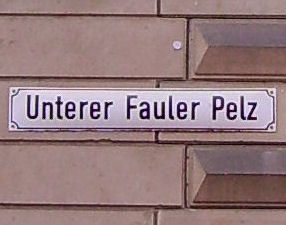
Straßenname in der Heidelberger Altstadt mit Bezug auf einen ehemaligen Gewannnamen

Als Straßenname bezeichnet man die Benennung einer Straße zur Unterscheidung von anderen Straßen.
Unter dem Oberbegriff Straßennamen werden gleichfalls Namen von Plätzen und Brücken erfasst. Die Namen von Weilern und Einzelsiedlungen ohne eigentliche Straßennamen werden in Straßenverzeichnissen und Postanschriften wie Straßennamen behandelt.

## Geschichte
Feststehende Namen für Stadtstraßen entstanden zwischen dem 11. und dem 13. Jahrhundert. Die Geschichte der Straßen(wort)namen zeigt, dass es in den unterschiedlichen Epochen bestimmte prägende Muster gab, nach denen Straßen benannt wurden. Im Mittelalter gab es in größeren Städten meist zahlreiche kleine Gassen, und in jeder dieser Gassen lebte eine andere Handwerkszunft oder Bevölkerungsschicht. So trifft man in Altstädten noch häufig auf Straßennamen wie Schustergasse, Fleischergasse, Krämergasse oder Müllergasse. Breite Straße, Burg- und Ritterstraße, Steinweg, Jüdenstraße und Rosenstraße sind typische Namen in den mittelalterlichen Städten Nordostdeutschlands und lassen Rückschlüsse auf die soziale Stellung der dort Ansässigen zu.
Eine andere Form der Namenswahl im Mittelalter ist die Benennung nach den Patrozinien angrenzender Kirchen, wie Marien- oder Johannesstraße, dies trifft vor allem auf Städten mit mehreren Kirchengemeinden zu. In der Erfurter Altstadt bestand eine besonders kleinteilige Gemeindestruktur mit über 25 Pfarreien, deren Namenspatrone noch in den meisten Fällen die an die Kirche angrenzende Straße bezeichnen. Gehörte die Kirche zu einer Ordensniederlassung, wurde die Straße nach diesem benannt (z. B. Jesuitengasse, Minoritenplatz).
Straßen, die zu einem Stadttor führten oder Teil einer Fernstraße waren, wurden häufig mit der Zielrichtung bezeichnet (Leipziger Straße, Nürnberger Straße).
Gelegentlich werden Straßen auch nach einem markanten Gebäude, welches sich an dieser Straße befindet oder befand, benannt. Beispiele hierfür sind „Schulstraße“, „Senderstraße“ oder „Kraftwerkstraße“.
Straßenbenennungen nach Personen waren bis ins 18. Jahrhundert die Ausnahme und bezogen sich meist auf ein Anwesen oder den früheren Eigentümer des neu bebauten Grundstücks.
Neben Namen, die von der Lage, den Bewohnern oder der Geschichte der Straße abgeleitet wurden, traten im Zeitalter des Absolutismus zunächst in den Planstädten auch administrativ verordnete. Eine der ersten administrativen Umbenennungen war die der erweiterten Querstraße der Berliner Neustadt in Friedrichstraße 1705. Die neun Radialstraßen in Karlsruhe wurden ursprünglich nach den Fidelitas-Rittern benannt. Solche verordneten Namen wurden nicht immer angenommen, die Karlsruher nannten die Radialstraßen nach Gasthäusern, ähnlich nennen die Münchner den Karlsplatz Stachus. Seltener wurden neue Straßen nach ihren Architekten benannt, wie die Behrenstraße. Die Tradition, neue Straßen nach dem Monarchen zu benennen, hatte in Deutschland bis 1918 Bestand, darauf gehen Straßennamen wie Friedrichstraße, Wilhelmstraße, Maximilianstraße oder Ludwigstraße zurück.
In der Gründerzeit wuchsen am Rande der Großstädte schnell neue Viertel, deren Straßen alle nach demselben Muster bezeichnet wurden. Zum Beispiel tragen im Bayerischen Viertel in Berlin-Schöneberg die meisten Straßen Namen bayerischer Städte, wie Augsburger Straße, Bayreuther Straße oder Ansbacher Straße. Manchmal wurden flächendeckend Straßen nach bestimmten Persönlichkeiten benannt, die als Vertreter künstlerischer oder wissenschaftlicher Aktivitäten bekannt sind, z. B. Viertel mit einer Schillerstraße, Goethestraße, Mozartstraße. Gleichzeitig begann die Benennung von Straßen nach „verdienten Persönlichkeiten“ der jeweiligen Kommune.
Anfang der Weimarer Republik ersetzte man Straßennamen, die aus dem Kaiserreich stammten, durch Benennungen, welche die neue Demokratie symbolisieren sollten. Damals entstanden Bezeichnungen wie Platz der Republik oder Friedrich-Ebert-Straße.
Zur Zeit des Nationalsozialismus wurden viele Straßen zu Zwecken der Propaganda und Machtdemonstration nach bedeutenden lebenden NS-Persönlichkeiten benannt oder umbenannt. Oft wurden Straßen, die die Namen jüdischer und sozialdemokratischer Personen trugen, nach Personen mit direktem Bezug zum Nationalsozialismus oder „Blutzeugen der Bewegung“ umbenannt sowie zentrale Plätze und Magistralen nach NS-Größen, insbesondere die zahlreichen Adolf-Hitler-Straßen bald nach dem Ermächtigungsgesetz. Gemäß eine Runderlasses von Wilhelm Frick 1938 mussten sämtliche Straßen, die noch Namen von Juden oder „jüdischen Mischlingen I. Grades“ trugen, umbenannt werden. So wurde die Simsonstraße (heute Scheidemannstraße, Berlin-Tiergarten), die nach Eduard von Simson benannt war, der nach der Ersten Verordnung zum Reichsbürgergesetz als „Volljude“ galt, in Sommerstraße umbenannt. Diese NS-bezogenen Straßennamen wurden nach 1945 im Rahmen der Entnazifizierung in beiden Teilen Deutschlands fast vollständig umbenannt. Eine besondere Situation ist die SS-Siedlung in Zehlendorf, wo 14 Straßennamen mit Bezug zur NS-Ideologie über ein Preisausschreiben einer Zeitschrift ermittelt wurden, 1947 erhielten die meisten einen neuen Namen.
Nach dem Zweiten Weltkrieg wurden Straßen nicht selten nach Gewerkschaftern und kirchlichen Würdenträgern benannt, jedoch unterblieb eine politische Vereinnahmung von Straßennamen, wie im Nationalsozialismus üblich, weitgehend. In der Nachkriegszeit sind Tendenzen zur Verdrängung und die Sehnsucht nach einer heilen Welt festzustellen. So wurden in Köln Straßen etwa „Zum Milchmädchen“ oder „An der Paradieswiese“ genannt. In Wiesbaden z. B. gibt es ein Wohngebiet „Märchenland“ mit Bezeichnungen wie Aschenputtel-Weg. In vielen westdeutschen Städten wurden Straßen in neu angelegten Stadtteilen nach Städten in den ehemaligen deutschen Ostgebieten (Königsberger Straße, Breslauer Straße, Gleiwitzer Straße oder Liegnitzer Straße) oder den Gebieten selbst benannt (Ostpreußenstraße oder Pommernstraße) benannt, besonders wenn solche neuen Viertel von Vertriebenen bewohnt waren, die damit ihrer alten Heimat gedachten.
Insgesamt begann die Tendenz, Straßen in Neubauvierteln nach einem bestimmten Motto zu benennen, z. B. nach Dichtern, Musikern oder etwa nach Planeten und vielem Anderen mehr.
Eine grundlegende Aufarbeitung der nationalsozialistischen Vergangenheit begann etwa um 1970. Straßen wurden nun nach Opfern und Gegnern der Gewaltherrschaft benannt, etwa „Scheidemannstraße“ oder „Tucholskystraße“. Dieser Trend dauert bis in die Gegenwart an, und auch Namensgeber von Straßen, die nicht direkt dem Nationalsozialismus zuzuordnen sind, wie Paul von Hindenburg, sind in vielen Städten derzeit umstritten, auch solche, die in der Kolonialzeit eine unrühmliche Rolle spielten. Spät entdeckte Verwicklungen wie bei Hinrich Wilhelm Kopf können ebenfalls Umbenennungen zur Folge haben.
Die Aufbruchstimmung der Wirtschaftswunderzeit und der Glaube an den technischen Fortschritt schlug sich vermehrt in Straßennamen mit Grundwörtern wie „Fahrt“, „Zubringer“, „Zentrum“, „Kreisel“ oder „Passage“ nieder. In vielen Neubaugebieten wurde andererseits zur gleichen Zeit versucht, alte Flurnamen zur Benennung von Straßen zu verwenden und sie damit zu erhalten.
In den letzten Jahren wurden verstärkt Straßen nach Frauen benannt, da diese bei der Straßenbenennung gegenüber Männern unterrepräsentiert waren und sind. So wurden in einigen Neubaugebieten nahezu flächendeckend die Straßen nach Frauen benannt, etwa in der Wiener Seestadt Aspern und im Potsdamer Kirchsteigfeld. Im Berliner Bezirk Friedrichshain-Kreuzberg dürfen per Beschluss aus dem Jahr 2005 Straßen nur nach Frauen benannt werden, bis eine Namensquote von 50 Prozent erreicht ist.
Manche Benennungen, besonders nach kontrovers beurteilten Persönlichkeiten, sind von Anfang an umstritten. So wurden nach 2016 in mehreren Städten Verkehrswege nach Helmut Kohl benannt, in anderen Orten aber eine solche Ehrung definitiv abgelehnt.

## Benennung von Straßen

### Straßennamen allgemein

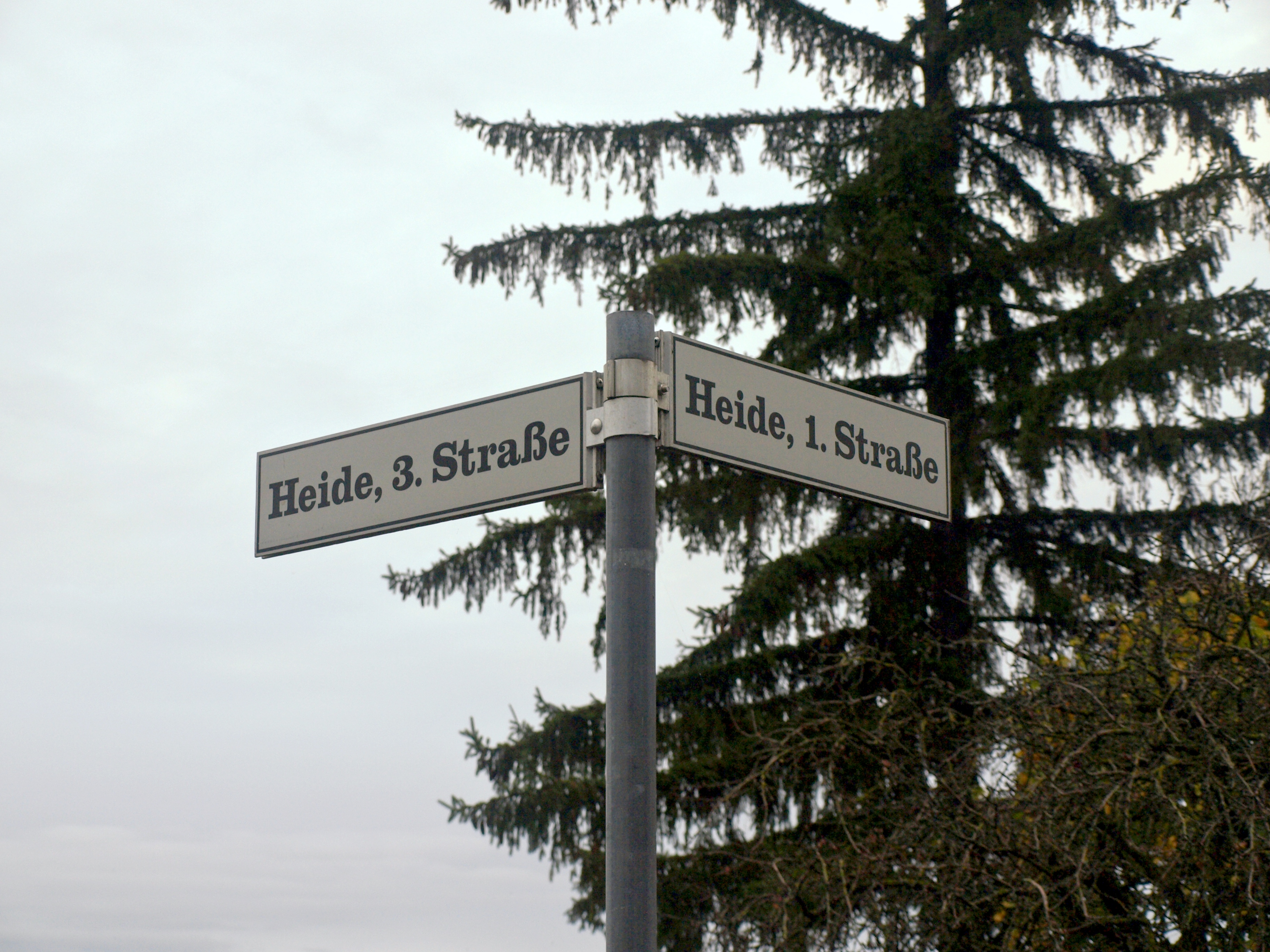
Straßenbezeichnung in Kematen an der Ybbs in Niederösterreich

In europäischen Städten tragen die Straßen meist (Wort-)Namen, zwischenörtliche Verbindungsstraßen werden meist mit einer nach einem bestimmten System vergebenen Nummer bezeichnet. So lauten Straßennamen außerhalb der Ortschaften beispielsweise S 177 (Staatsstraße in Sachsen) oder Landesstraße 30 (Landesstraße in Nordrhein-Westfalen). Zur Georeferenzierung sind dann Kilometrierungen erforderlich.
Innerstädtische Straßen ohne Wortnamen finden sich in der Quadratestadt in Mannheim, wo in dem relativ kleinen Gebiet der Innenstadt Planquadrate mit Buchstaben und Zahlen die Funktion von Straßennamen übernehmen. In Kematen an der Ybbs in Niederösterreich werden ebenfalls keine Wortnamen benutzt, sondern die Straßen nur numerisch bezeichnet.
Um eine genaue Parzellierung an den linearen Straßen zu erreichen, werden üblicherweise die einzelnen Grundstücke mit Hausnummern unterteilt. Dadurch wird für unterschiedliche Zwecke und Unterlagen die Georeferenzierung mit der Angabe von Straßennamen und Hausnummern erreicht. Eine besondere Form von Straßennamen erfolgt durch die Straßenkategorisierung, wobei die unterschiedlichen Wertigkeiten und Bedeutungen von Straßen und deren notwendige Ausstattung und Geometrie zugeordnet wird.

### Nummernstraßen

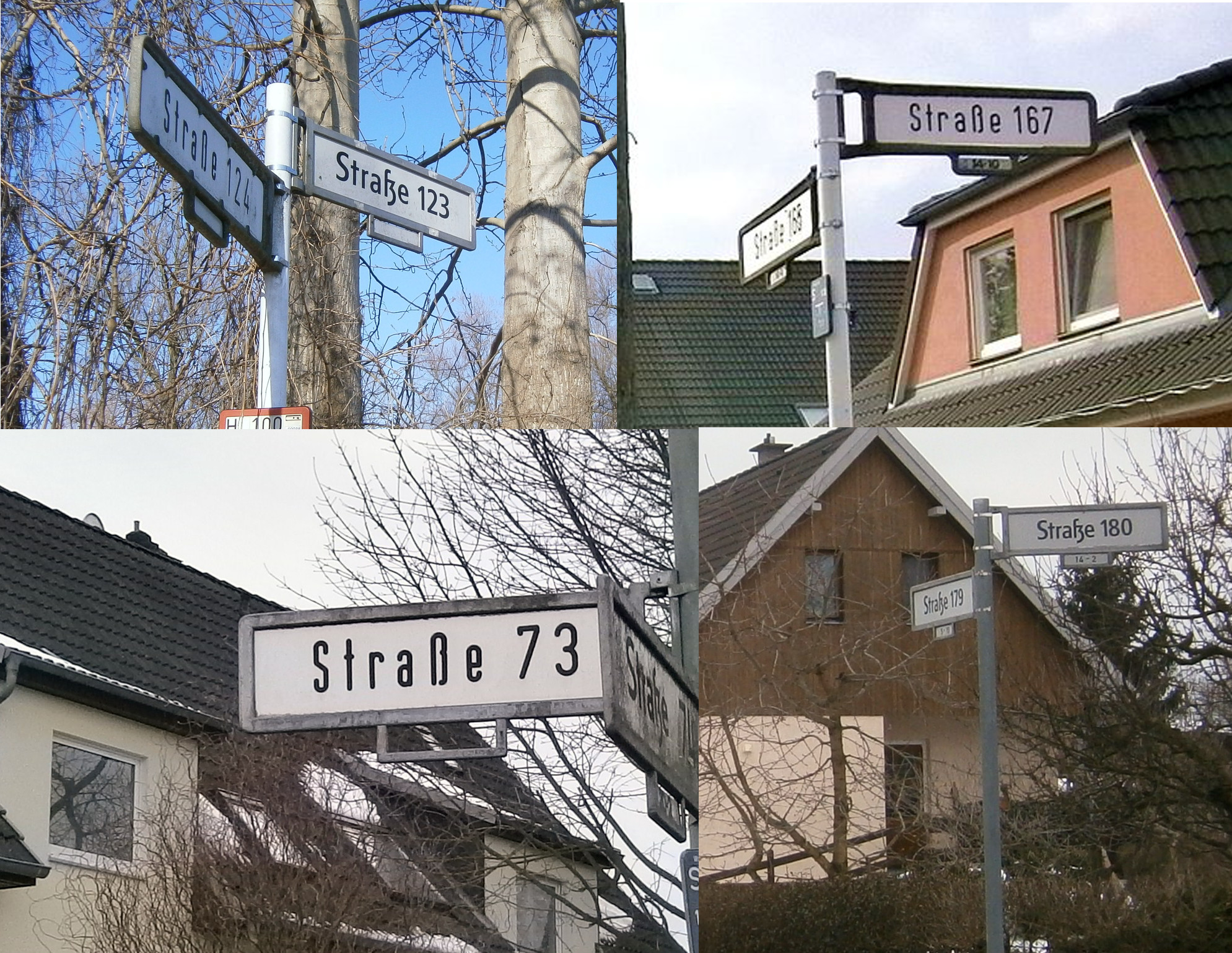
Verschiedene Nummernstraßen in Berlin-Französisch Buchholz

Projektierte Straßen im Bebauungsplan werden zunächst mit Buchstaben oder Nummern aufgeführt. Insbesondere wenn die Straßen nicht gleich angelegt werden oder die Bebauung der Grundstücke nur langsam voranschreitet, werden diese Bezeichnungen, beispielsweise in der Form „Straße XX“, amtlich – ohne eigentliche Widmung – übernommen und zur Orientierung mit dieser Bezeichnung ausgeschildert. Diese Fälle von nummerierten Straßen finden sich häufig bei Straßen, die 1920 bei der Eingemeindung zu Groß-Berlin bereits in ehemaligen Vororten geplant und als solche angelegt, aber noch nicht bebaut waren. Erst unter bestimmten Umständen, wie Mehrdeutigkeit von Namen in der Gesamtstadt oder auf Wunsch der Anlieger, werden diese Straßen mit namentlichen Begriffen gewidmet, etwa thematisch für ein Stadtviertel. Beispielsweise finden sich in Berlin-Karow Siedlungen zu beiden Seiten der durchgehenden Hauptstraße nach Buch in diesem Sinne unbenannte/nummerierte Straßen.
Gelegentlich werden Straßen mit Zahlen oder Buchstaben, teilweise in Kombination, benannt. Dies gilt vorrangig für Planstraßen, bevor die Straßentrasse eingerichtet ist. Falls die Bebauung zunächst ausbleibt oder wenn sich Anlieger und Straßenbauer nicht auf einen Namen oder einen Namenstrend einigen konnten. So existieren beispielsweise in Berlin „Straße 52a“ neben „Straße 52b“ oder „Straße 45“. Die Problematik dabei ist eine auf zwei numerische Bezeichnungen endende Adresse, da sich die Hausnummer noch anschließt: „Straße 5 Nr. 6“. In Siedlungen können solche Nummern von Planstraßen des Bebauungsplans Jahrzehnte Bestand haben.
Eine Besonderheit bei der Praxis der Benennung von Straßen in der DDR stellte die Stadt Halle-Neustadt dar, bei der – ähnlich dem System in Mannheim und ganz nach dem städteplanerischen Trend der 1960er Jahre – gänzlich auf Straßennamen verzichtet wurde und stattdessen jeder Häuserblock eine Blocknummer erhielt. In den meisten Straßen (vorher die Baustraßen) standen mehrere Häuserblöcke. Eine Orientierung nach Straßen(namen) war nicht möglich und führte zu Verwirrung. Diese Praxis wurde 1990 zugunsten herkömmlicher Straßennamen geändert.

### Benennung nach lebenden Personen
In Deutschland, wie in westlichen Demokratien nach 1945 allgemein üblich, werden Straßen meist nicht nach lebenden Personen benannt, auch in Abgrenzung vom  Personenkult in Diktaturen. Beispielsweise wurden in der NS-Zeit etliche Straßen und Plätze nach Adolf Hitler benannt. Besonders der Personenkult um Josef Stalin und die jeweiligen kommunistischen Parteichefs führte dazu, dass diese in der frühen DDR, bis 1955 in der sowjetischen Besatzungszone von Österreich und Wien, sowie anderen Staaten des Ostblocks noch zu Lebzeiten für wichtige Straßen namensgebend waren. Beispiele dafür sind die Namenswahl 1949 für die Berliner „Stalinallee“ oder 1946 für den Wiener „Stalinplatz“.
In Ausnahmefällen wie anlässlich eines Jubiläums oder wegen besonderer Verdienste des Namensgebers werden in demokratischen Staaten Straßen auch zu Lebzeiten der betreffenden Person benannt. Beispiele sind im West-Berliner Ortsteil Dahlem die 1949 erfolgte Umbenennung der Kronprinzenallee nach dem Organisator der Luftbrücke Lucius D. Clay in „Clayallee“ oder jene der Cecilienstraße nach dem bürgerlichen Namen von Papst Pius XII., der einst Nuntius in Berlin gewesen war, in „Pacelliallee“. Weitere Beispiele sind:
- Alex-Möller-Straße in Hockenheim nach Alex Möller als Dank für den Bau der ebenfalls nach ihm benannten Wohnanlage 1969[8]
- Der Kurt-Romstöck-Ring in Neumarkt in der Oberpfalz wurde nach dem ehemaligen Oberbürgermeister anlässlich dessen 80. Geburtstags so benannt.
- Der Schlagersänger Tony Marshall wurde 2003 mit dem Tony-Marshall-Weg in Baden-Baden geehrt.
- Nach dem Unternehmer Dietmar Hopp wurden in Sinsheim, St. Leon-Rot und Walldorf Straßen benannt.
- In Radolfzell wurde die Günter-Neurohr-Brücke nach dem früheren Oberbürgermeister Günter Neurohr benannt.
- In Neu-Isenburg wurden (am 30. November 2016 per Beschluss der Stadtverordnetenversammlung) drei Straßen nach noch lebenden Ehrenbürgern benannt (Walter-Norrenbrock-Straße, Anny-Schlemm-Straße und Thomas-Reiter-Straße).
- Auch nach 1945 wurden Straßen, die bereits zuvor nach noch lebenden Personen benannt worden waren, mitunter bei ihren jeweiligen Namen belassen (sofern die betreffende Person nicht NS-politisch stark belastet war), wie der Viktoria-Luise-Platz in Berlin (1899 nach der siebenjährigen Kaisertochter Viktoria Luise von Preußen benannt, die erst 1980 verstarb).

Eine andere Situation stellt die Namenswahl für öffentlich befahrbare Straßen auf Privatgelände dar oder eine Benennung von öffentlich zugänglichen Privatstraßen und -plätzen. So benennen Firmen auf ihrem Unternehmensgelände bei Bedarf Straßen nach dem Unternehmer selbst. So wurde in Anif bei Salzburg der Zufahrtsweg zum Anwesen Herbert von Karajans bereits zu dessen Lebzeiten als „Herbert-von-Karajan-Straße“ betitelt – anders als die offiziellen Straßenbenennungen nach ihm, welche erst posthum erfolgten. In solchem Sinne erhielt am 21. Juni 2015 ein öffentlich zugänglicher Dresdner Privathof auf Initiative des Eigentümers (symbolisch) den Namen „Edward-Snowden-Platz“.

### Schreibweisen

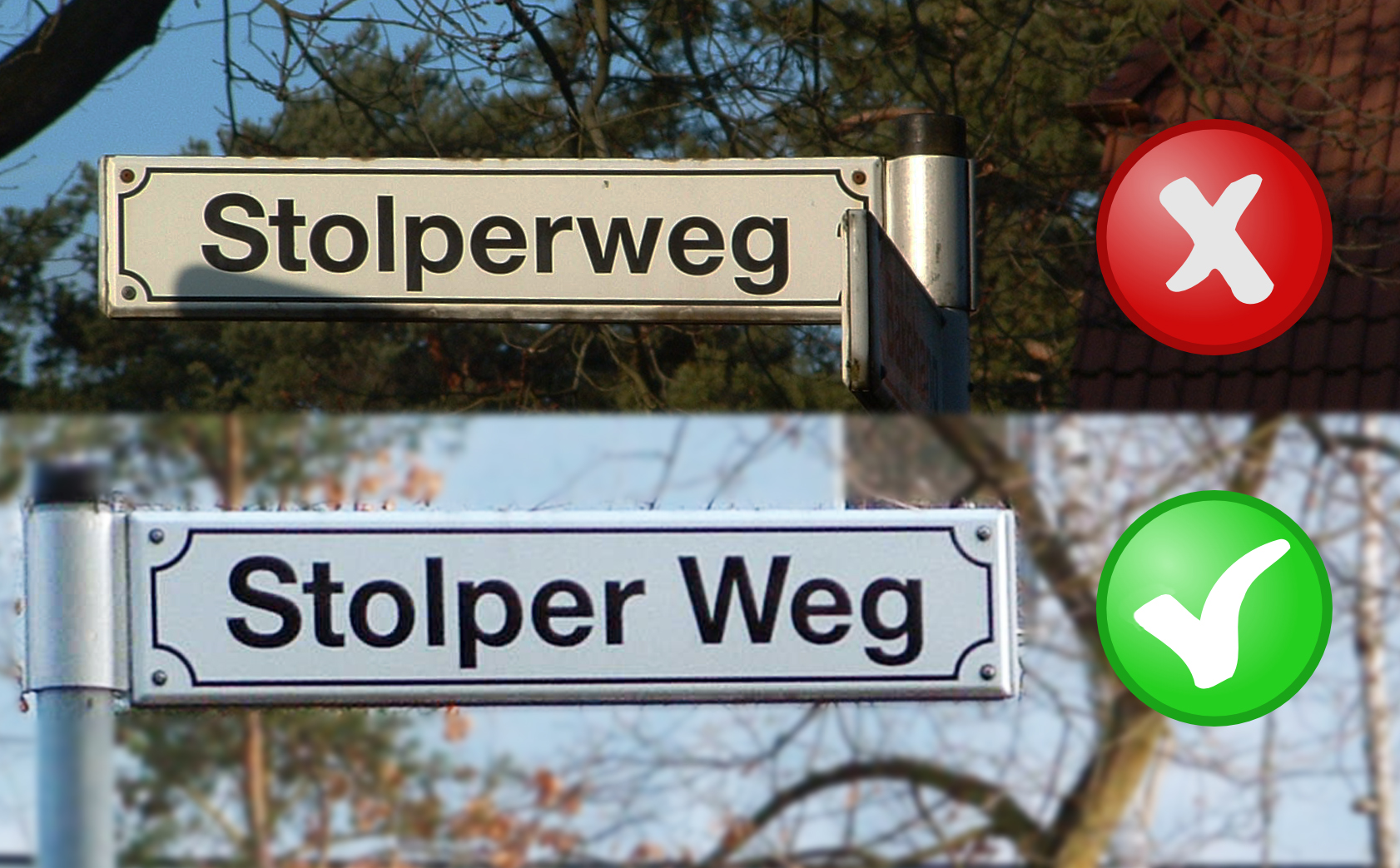
Der Weg nach Stolpe – die falsche Schreibweise ist sinnentstellend: stolpert man hier?

Es gibt oft verschiedene Schreibweisen für Straßenbezeichnungen, die teilweise in der historischen Entwicklung bedingt sind. Häufig kann dies zu Verwirrungen führen und wiederum zu falsch geschriebenen Straßennamen, teilweise sogar zu falschen offiziellen Beschilderungen. Der Duden nennt für das deutsche Sprachgebiet die drei Regeln 161–163. „Für die Schreibung der Namen von öffentlichen Straßen, Plätzen, Brücken u. Ä. gelten im Allgemeinen dieselben Regeln wie für sonstige Namen. Abweichende Einzelfestlegungen durch die jeweils zuständigen Behörden kommen jedoch vor.“. Beachtet werden soll auch die DIN 5008.
Im Überblick ergeben sich folgende Gesichtspunkte:
- Klassische Bezeichnung nach Subjekten: Lindenstraße (falsch: Linden-Straße), Meisenweg und Schlossplatz
- Namensbezeichnung ohne Vornamen und ohne Bindestrich (wird jetzt nur noch selten verwendet): Goethestraße (falsch: Goethe-Straße), Dürerweg, Schillerplatz und Senefelderplatz (falsch wäre Senefelder Platz, weil nicht nach einer geografischen Bezeichnung, sondern nach dem Erfinder der Lithografie Alois Senefelder benannt).
- Namensbezeichnung mit Vornamen und mit Bindestrichen: Johann-Wolfgang-von-Goethe-Straße, Albrecht-Dürer-Weg und Friedrich-Schiller-Platz
- Namensbezeichnung, die auf „-er“ endet und unverändert ist: Elsterpfad, Klosterhof.
- Namensbezeichnung für einen Titel oder Handwerk, ein Volk oder ein Herrschergeschlecht: Bürgermeisterplatz, Maurergasse, Schlesierweg, Burgunderwall.
- Namensbezeichnung von Orts-, Ländernamen oder bestimmten Plätzen, die auf „-er“ abgeleitet sind: Berliner Straße, Hauptstätter Straße (benannt nach der früheren Hauptstatt), Feuerbacher Weg (so nur, wenn nach der geografischen Bezeichnung Feuerbach benannt, wenn nach dem Bauernführer Matern Feuerbacher benannt, ist die korrekte Schreibweise „Feuerbacherstraße“), Cottbusser Platz, Stuttgarter Straße und Münsterstraße. Die Schreibweisen Stuttgarter-Straße oder Stuttgarterstraße werden in Deutschland und Österreich weithin als falsch angesehen; Zusammenschriebe sind in der Schweiz und in Liechtenstein hingegen üblich und gängiger als die getrennt geschriebene Variante. (Beispiele: Schaffhauserplatz in Zürich, Lörracherstrasse oder Grenzacherstrasse in Riehen.). Bei einer Benennung mit einem unveränderten Ortsnamen (und nicht dem vom Ortsnamen abgeleiteten Adjektiv), erfolgt eine Zusammenschreibung: Hannoverstraße (aber: Hannoversche Straße), Salzgitterstraße.
- Nach Eigenschaften benannte Straßen: Krumme Straße (falsch: Krumme-Straße oder Krummestraße), Blauer Weg und Alter Platz.
- Folgt dem Verhältniswort ein Eigenschaftswort, werden beide Wörter großgeschrieben: An der Schönen Aussicht, Am Schwarzen Turm, Im Kleinen Grund, Auf der Grünen Höhe.[11]

Die Deklination von Adjektiven in Straßennamen geschieht regional unterschiedlich. So bleiben in manchen Gebieten die Straßennamen in der Regel grammatisch unangepasst („In der Hohe Straße“), während in vielen anderen deutschsprachigen Gegenden normal dekliniert wird. Wahrigs Standardwerk Die deutsche Rechtschreibung gibt an, dass Straßennamen grundsätzlich dekliniert werden. Die im schweizerischen und österreichischen Raum verbreiteten zusammengeschriebenen Straßennamen werden im Allgemeinen nicht dekliniert. Empfehlung Gebäudeadressierung und Schreibweise von Straßennamen in der Schweiz siehe Gebäudeadresse#Weblinks.

## Straßennamen in Deutschland

### Kategorisierungen
In Deutschland wird in Bundesautobahnen (A), Bundesstraßen (B), Staatsstraßen oder Landesstraßen (St/S/L), Kreisstraßen (K) und Gemeindestraßen unterschieden. Diese Gattungen besitzen mit Ausnahme der Gemeindestraßen jeweils ein eigenes System der Nummerierung.

### Grundsätze

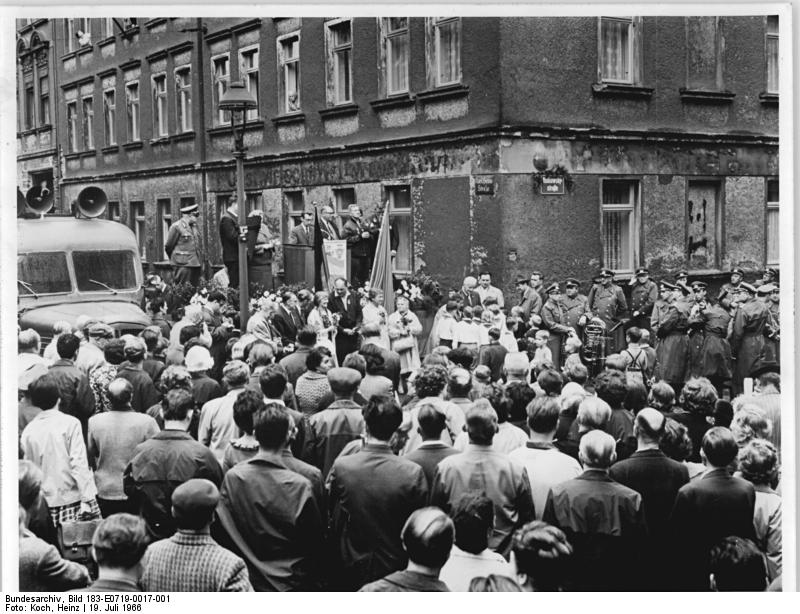
Feierliche Straßenumbenennung in Leipzig (1966)

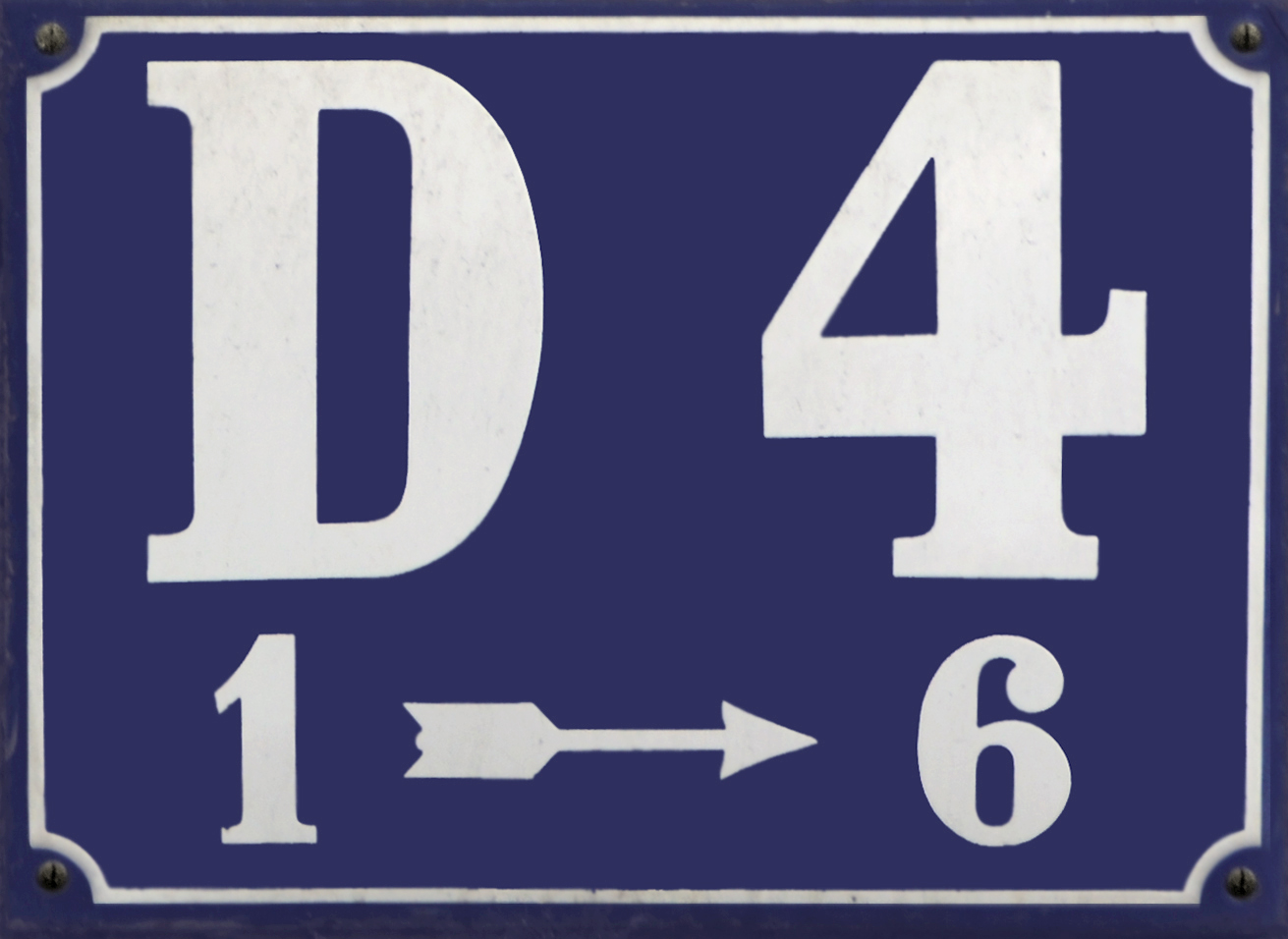
Straßenname in Mannheim innerhalb der Quadratestadt

Straßennamen in Deutschland folgen nach Marion Werner bestimmten Benennungsgrundsätzen, die freilich in unterschiedlichem Maß umgesetzt werden.
- Sie sind auf Dauer ausgelegt (Namenswechsel sind eher selten),
- sie sind eindeutig (so sollte es z. B. keine zwei „Dorfstraßen“ in einer Gemeinde – oder jedenfalls in einem Ortsteil – geben),
- ihre Anzahl ist beschränkt.
- Ein weiterer Grundsatz ist jener der Grundwortanalogie: die Straßenbenennung soll verdeutlichen, um welche Art Straße es sich handelt („Platz“, „Allee“, „Gasse“ „Ufer“). Allerdings ist dies – beispielsweise aus historischen Gründen – nicht immer realisiert; beispielsweise ist die Ulrichgasse in Köln keine kleine Gasse, sondern eine mehrspurige Hauptstraße.
- Die Benennungen der Straßen innerhalb eines Viertels sind oft thematisch einheitlich. Es gibt etwa Viertel mit Benennungen nach Autoren (Thomas-Mann-Straße, Goetheplatz), nach Städten oder Regionen (Bayreuther Straße, Pfälzer Straße) oder nach Flora oder Fauna (Kiefernweg, Tulpenweg). Dies wird Grundsatz der Raumgliederung genannt.
- Ein weiterer, häufig befolgter Grundsatz ist jener der Richtungsweisung. So gibt es in Köln die „Bonner Straße“ in Richtung Bonn und in Bonn eine „Kölnstraße“ in Richtung Köln. Die Nürnberger Straße im Stadtteil Neuhausen in München ist dagegen in einem in den 1950er Jahren angelegten Neubaugebiet.
- Der Grundsatz der Gleichwertigkeit besagt, dass „bedeutende“ Personen namensgebend für „bedeutende“ Straßen sein sollten.
- Schließlich gibt es nach Werner einen Grundsatz der sozialen Verträglichkeit. So sollte eine negative (herabsetzende) Wirkung auf die Straßenbewohner verhindert werden. Danach sind beispielsweise Benennungen wie „Straße der Arbeitslosen“ nicht möglich.
- Straßennamen sind außerdem dem Grundsatz der nationalen Identität verpflichtet und spiegeln die Herrschaftsstrukturen und Ideologien der Namen wider.[7]

„Straßennamen werden von [...] den Bezirksvertretungen, beschlossen. Vorher sucht die Verwaltung nach geeigneten Namen. Das können historische Flurnamen, alte Lagebezeichnungen oder ein Name sein, der als Ergänzung zu Straßennamen der Umgebung passt. In Gewerbegebieten können Straßen nach Persönlichkeiten aus Wirtschaft oder Wissenschaft benannt werden [...].“

### Umbenennungen

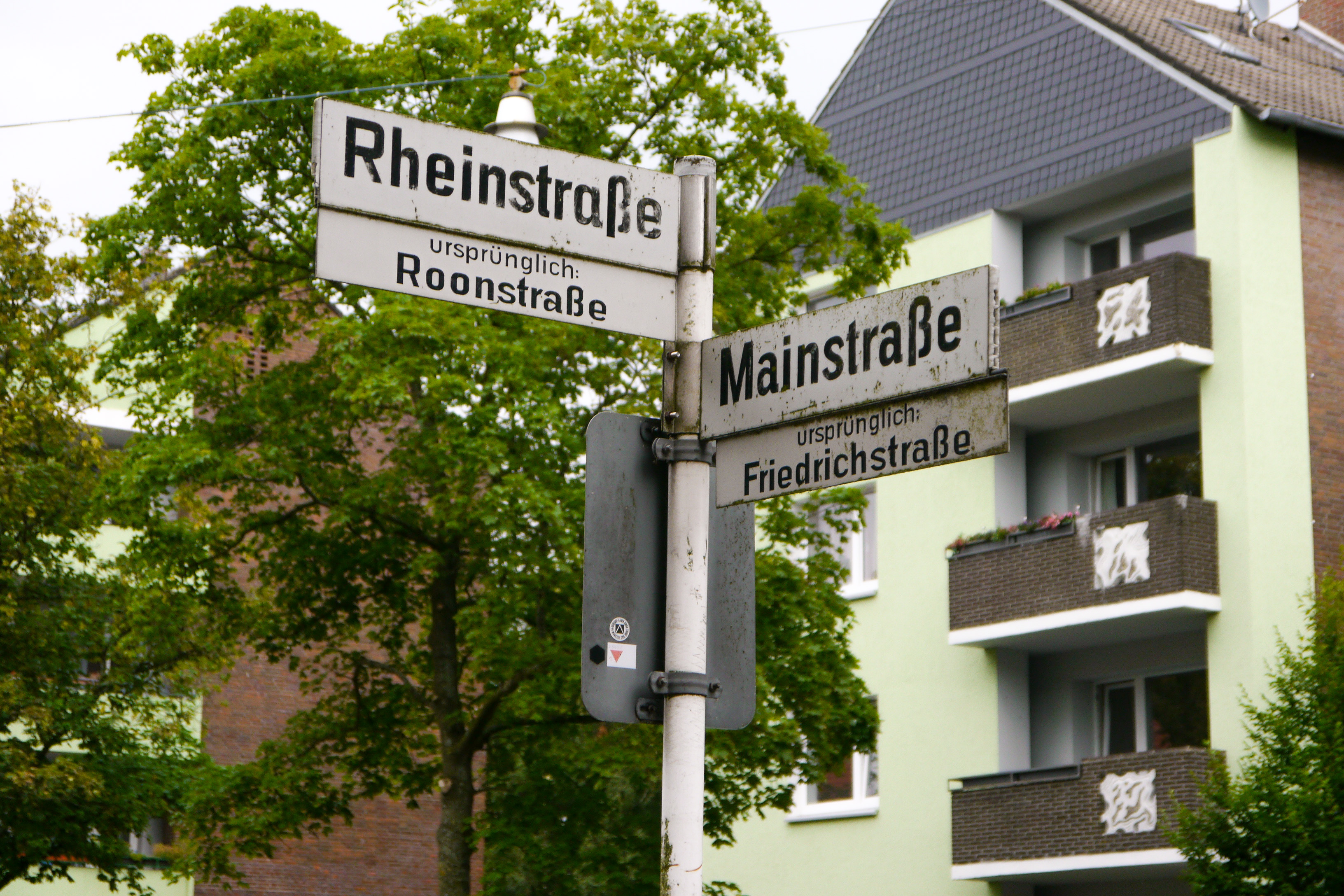
Straßenschilder mit heutigen und ursprünglichen Straßennamen in Wilhelmshaven

Straßennamen sollen grundsätzlich innerhalb einer Ortschaft einmalig und eindeutig sein. So gibt es innerhalb der Gesetzgebung von Kommunen Vorschriften zur Abstimmung zwischen Anliegern, Eigentümern und Behörde wie bei einer Neuvergabe oder Umbenennung vorzugehen ist.
Durch Veränderung der Verwaltungsgrenzen oder Eingliederung von Nachbar- oder Vororten können allerdings mehrere gleichnamige Straßen innerhalb einer Ortschaft die Folge sein. Beispiel hierfür waren die vielen Dorfstraßen (oder die bereits zur Hauptstraße umbenannten) bei der Bildung von Groß-Berlin. Diese wurden in mehreren Aktionen vom Magistrat durch den Vorsatz „Alt-“ vor dem jeweiligen Ortsnamen des eingegliederten Ortsteils beseitigt (etwa Alt-Moabit). In Dresden wurden bei der Eingemeindung von Kaditz zum 1. Januar 1904 die Straßen umbenannt, deren Namen bereits in der aufnehmenden Stadtgemeinde existierten. Mitunter geschah diese Anpassung unter Protest der Anwohner erst verzögert oder unterblieb ganz. Andererseits wurde nicht immer zum Zeitpunkt der Änderung von Gemeindegrenzen umbenannt, sondern erst aus anderer Veranlassung, wie Benennungen neuer Straßen im umgebenden Ortsbereich.
Eine Zweiteilung einer Straße durch bauliche Veränderungen kann zur Umbenennung führen.
Ein Wechsel von Straßennamen ist für Betroffene teilweise aufwendig. Dokumente wie Personalausweis und Zulassungsbescheinigung müssen abgeändert werden sowie eine Ummeldung stattfinden, obwohl kein Umzug stattgefunden hat.

### Zeitbedingte Benennungen von Straßen
In Deutschland gab es seit 1945 – auch veranlasst durch die Teilung – verschiedene Zeiträume wie Straßen benannt wurden. Schon immer wurden für neu angelegte Wohn- oder Siedlungsgebiete die (in größerer Anzahl gleichzeitig angelegten) Straßen nach einheitlichem Muster benannt, beispielsweise nach Pflanzen (wie Lindenstraße, Kastanienstraße oder Wacholderweg) oder Tieren (wie Bussardweg, Falkenstraße oder Löwenstraße).
Aus politischen Überlegungen gab es in der DDR Umbenennungen von Straßen, so gab es Friedrich-Engels-Straßen, Karl-Marx-Straßen, Leninstraßen, Ernst-Thälmann-Straßen, Karl-Liebknecht-Straßen oder Rosa-Luxemburg-Straßen, also ausschließlich Namen verstorbener Persönlichkeiten, in fast allen größeren Städten. Zudem wurden in der DDR Straßennamen nach dem Muster „Straße (mit Genitiv)“ konstruiert, beispielsweise Straße des Aufbaus oder Straße des NAW, Straße des Friedens, Straße der Nationen, Straße des Komsomol, Straße der deutsch-sowjetischen Freundschaft oder Straße der Jugend. Nach der Wiedervereinigung Anfang der 1990er-Jahre folgten Straßenum- und -rückbenennungen, wobei vor allem Straßennamen, die realsozialistischen Politikern gewidmet waren, wie Otto-Grotewohl-Straße oder Leninallee, geändert wurden. Die Namen sozialistischer Theoretiker wie Karl Marx, Friedrich Engels, Karl Liebknecht oder Rosa Luxemburg, die es mitunter auch in westdeutschen Städten gab, wurden vielerorts belassen. Dass eine „Straße der Einheit“ nicht umbenannt wurde, stieß vereinzelt auf Kritik, da sich die Einheit ursprünglich nicht auf die deutsche Einheit bezog, sondern – Hubertus Knabe zufolge – angeblich auf die Einheit der sozialistischen Partei.
In welchem Ausmaß eine Straßenumbenennung auch in der Gegenwart politisch aufgeladen sein kann, veranschaulichte von 2004 bis 2008 die Auseinandersetzung um die Berliner Rudi-Dutschke-Straße. Die Ehrung des sozialistischen Studentenführers stieß in Öffentlichkeit und Politik auf scharfen Widerspruch, da der Eindruck entstand, die 68er wollten sich mit dem neuen Straßenschild selbst ein Denkmal setzen.
Seit den 1990er Jahren werden Straßen internationaler (etwa vor dem Hintergrund von Städtepartnerschaften) benannt, Beispiele dafür sind „Namibiastraße“, „Wolgogradstraße“ oder „Ytzhak-Rabin-Platz“. 1990 bis 1997 kamen mehr als ein Viertel aller Gesamtbenennungen aus der Welt der Wirtschaft.
In Deutschland gibt es in den letzten Jahren den deutlichen Trend, bevorzugt neue Straßen nach Frauen zu benennen, um die Dominanz nach Männern benannter Straßen zurückzudrängen. So wurden vorrangig Frauen als Namensgeber der Straßen in der neuangelegten Spandauer Wasserstadt ausgewählt. Einige Städte haben Verordnungen erlassen, die die Vergabe weiterer nach Männern benannter Namen verbieten, solange das Geschlechterverhältnis nicht ausgeglichen ist.
Solche Quoten werden gelegentlich dahingehend kritisiert, dass dies übertriebene politische Korrektheit sei. So bekam im April 2013 die auf einer solchen Quote basierende Ablehnung des Berliner Bezirks Friedrichshain-Kreuzberg, den Platz vor dem Jüdischen Museum nach Moses Mendelssohn zu benennen, eine entsprechende deutschlandweite Presseresonanz. Im Ergebnis erhielt der Platz den Namen Fromet-und-Moses-Mendelssohn-Platz, womit der Philosoph Mendelssohn und seine Frau gemeinsam geehrt wurden.

### Nachschlagewerke zu einzelnen Ortschaften
Einzelne Nachschlagewerke zur Entstehungsgeschichte örtlicher Straßennamen tragen Titel wie beispielsweise
- Die Straßennamen der Landeshauptstadt Hannover
- Die Straßennamen Lüneburgs

## Straßennamen in Österreich
Beispiele für Straßennamen in Österreich finden sich in den Listen der Straßen in Wien. Für Österreich besteht ein landesweites Straßenverzeichnis mit sämtlichen Straßen Österreichs, in der aktuellsten, von der Gemeinde bekannt gegebenen Schreibweise aufgelistet. Die Wiener Gürtel Straße (so die der Rechtschreibung nicht gemäße offizielle Schreibung) umfasst als B 221 nicht nur den Gürtel mit seinen diversen Namen, sondern einen Teil der Landstraßer Hauptstraße und die Schlachthausgasse im 3. Bezirk.

## Schweizer Straßennamen
Bei Auswertung der Telefonbücher ergeben sich für die Schweiz auf den ersten Plätzen Bahnhofstrasse, Hauptstrasse, Dorfstrasse, Industriestrasse, Schulstrasse, Oberdorfstrasse, Poststrasse, Schulhausstrasse und Kirchweg als häufigste Namen gefolgt vom Birkenweg. Unter Einbeziehung von Kirchgasse und Kirchstrasse liegt die Namensgebung nach anliegenden Kirchen dann auf Platz vier, wobei diese Aufstellung vorwiegend traditionelle Straßennamen nahelegt. Nationalstraßen werden in der Schweiz durch ein der Zahl vorangestelltes N markiert. Beispielsweise in Zürich werden Strassennamen für das ganze Stadtgebiet durch die Strassenbenennungskommission vergeben.
Eine flächendeckende Vergabe von Strassennamen für alle öffentlichen Strassen und Wege fernab der Bebauung wird den Schweizer Gemeinden nur im Kanton Genf aufgegeben.
Amtliches Straßenverzeichnis siehe Gebäudeadresse#Weblinks.

## Straßennamen außerhalb Europas

### Beispiel Japan
Außerhalb Europas sind Straßennamen nicht immer üblich, so besitzen in Japan die Straßen im Allgemeinen keine Namen und die Adressierung und Orientierung erfolgt stattdessen nach den umfassten Parzellen oder Häuserblöcken.

### Straßennamen in den Vereinigten Staaten
Eine besondere Systematik der Straßennamen gibt es in vielen Städten in den Vereinigten Staaten, das bekannteste Beispiel ist der Stadtteil Manhattan von New York. Die Straßen sind planmäßig in einem Gitter angeordnet. Die Straßen verlaufen in Ost-West-Richtung, die kleinsten Nummern sind im Süden. Die „Streets“ sind teils mit Nummern und teils mit Namen versehen. Die „Avenues“ verlaufen rechtwinklig dazu in Nord-Süd-Richtung. Die Avenues sind ebenfalls teils durchnummeriert (zum Beispiel „Fifth Avenue“), teils mit eigenen Namen versehen.
Manche Straßen eines Namens sind nicht zusammenhängend, zum Beispiel bestehen die 2nd Avenue bis 48th Avenue in San Francisco aus jeweils zwei Teilen südlich und nördlich des Golden Gate Parks, ähnlich wieder in Manhattan mit durch den Central Park getrennten Straßen. Die nummerierten Straßen erhalten dabei westlich der 5th Avenue den Vorsatz „West“, östlich davon „East“, Beispiel: East 14th Street.
In fast jeder Stadt gibt es nummerierte Straßen, wobei jedoch die 1st Street nicht am Rande gelegen ist, sondern meist eine zentrale Hauptverkehrsstraße ist. Aufgrund von Umbenennungen ist 1st Street nur der dritthäufigste Straßenname nach der 2nd Street und der 3rd Street.
In Staaten von Lateinamerika gibt es ebenfalls nummerierte Straßen nach dem USA-Vorbild.

## Besonderheiten

### Fehlen von Straßennamen
In der heutigen Zeit nicht mehr häufig anzutreffen sind kleine Orte, in denen überhaupt keine Straßennamen existieren, sondern nur die Häuser durchnummeriert sind. Erst recht ist dies bei größeren Orten (beispielsweise in Hilgermissen mit knapp 2000 Einwohnern) selten.
Soweit etwa in Formularen die Angabe eines Straßennamens zwingend gefordert wird, wird in diesen Fällen üblicherweise entweder nochmals der Name des Orts(teils) oder aber eine Bezeichnung wie „Haus“, „Haus Nr.“, „Hausnummer“ als Straßenname eingetragen.

### Formal ungewöhnliche Namen
Den längsten deutschen Straßennamen hat die Bischöflich-Geistlicher-Rat-Josef-Zinnbauer-Straße in Dingolfing.
In der Mannheimer Innenstadt (Quadratestadt) haben viele Straßen gar keine Namen. Stattdessen sind die Häuserblöcke nach einem Rastermuster mit jeweils einem Buchstaben und einer Zahl benannt. (z. B. P4, N8.) Eine im Kreis um den Häuserblock laufende zusätzliche Nummerierung der einzelnen Häuser des Blocks macht wiederum die genaue Lokalisierung einer bestimmten Adresse möglich. (z. B. P4, 7 oder N8, 3-5.)

### Doppelungen von Namen in derselben Stadt
Es kann besonders für Touristen verwirrend sein, dass es in Berlin mehrere Berliner Straßen oder Schloßstraßen gibt. In Berlin wurden beim Zusammenschluss im Jahr 1920 von vorher eigenständigen Landgemeinden und Städten deren Straßennamen beibehalten. Die Bezirke haben das „Gemeinde“-Recht, Straßennamen zu vergeben. Neue Straßennamen werden berlinweit (= landesweit) abgestimmt. Viele mehrdeutige Straßennamen wurden bereits umbenannt, noch bestehende sollen bevorzugt umbenannt werden.
Das Namensrecht in der geteilten Stadt bis 1990 ergab ebenfalls einige doppelte Straßennamen.

### Namensquellen
Häufig umbenannt wurden Straßen in Ostdeutschland, was sich am Beispiel der Magdeburger Allee in Erfurt-Ilversgehofen nachvollziehen lässt, die in 80 Jahren acht verschiedene Namen trug.
1. Hauptstraße bis zur Eingemeindung Ilversgehofens in die Stadt Erfurt.
2. Poststraße zwischen 1912 und 1933
3. Horst-Wessel-Straße nach Horst Wessel zwischen 1933 und 1945
4. Straße der Guten Hoffnung hieß sie 1945/46
5. Weißenseer Allee nach der Stadt Weißensee zwischen 1946 und 1950
6. Stalinallee zwischen 1950 und 1961
7. Karl-Marx-Allee zwischen 1961 und 1990
8. Magdeburger Allee seit 1990

An Straßennamen lässt sich mitunter die politische Geschichte des Landes nachvollziehen. Straßennamen können ein Instrument der Geschichtspolitik und der Erinnerungskultur sein. Als Beispiel für Landesgeschichte kann in Recklinghausen der historische Wallring genannt werden: Der Straßenring, der die Altstadt umgibt, wurde nach den Herrschern benannt, welche im Laufe der Jahrhunderte ihre Macht über Recklinghausen ausgeübt haben. So gibt es den Grafenwall (karolingische Grafen des 9. Jahrhunderts), Kurfürstenwall (kurkölnische Kurfürsten des 12. bis 18. Jahrhundert), Herzogswall (Herzog von Arenberg), Königswall (preußische Könige) und den Kaiserwall (Kaiser aus dem Hause Hohenzollern).
Eine gelegentlich verwendete Quelle für Namensgebungen öffentlicher Straßen sind anliegende Firmen, unabhängig davon, ob das Unternehmen Einfluss genommen hat oder eine Form der Ehrung von der Gemeinde erfolgte. So wurden der Platz der Mecklenburgischen in Hannover oder die Kaffee-Partner-Allee in Osnabrück entsprechend benannt. Verbreitet ist bisweilen auch das Sponsoring von Haltestellennamen.

### Fremdsprachige Namen
In Köln gab es während der Franzosenzeit französische Straßennamen. Ferdinand Franz Wallraf erhielt deshalb am 9. August 1812 von der französischen Verwaltung über Bürgermeister Johann Jakob von Wittgenstein den Auftrag, für die Kölner Straßen objektive, neue französische Straßennamen vorzuschlagen. Die offizielle Verordnung hierzu erging am 16. Dezember 1812. Wallraf konsultierte hierfür den Kölner Buchverleger Theodor Franz Thiriart, der beispielsweise für die Olivengasse „rue des oliviers“ und nicht Wallrafs Vorschlag „rue des olives“ für richtiger hielt. Für anstößige Namen gab es nun die Gelegenheit der Abschaffung: aus „Pißgasse“ wurde „Passage de la Bourse“ (Börsengässchen), die Bus(en)gasse hieß nun „rue du buisson“ (Buschgasse). Thiriart war dann am 18. Januar 1813 der Herausgeber dieses einzigen Kölner Adressbuchs in französischer Sprache, des von Wallraf verfassten „Itinéraire de Cologne“ („Neue Benennung der Straßen, Plätze, Wälle und Gräben der Stadt Köln“) mit erstmals straßenweiser Häusernummerierung. Die französischen Straßennamen galten ab 1. Januar 1813 ausschließlich.
Mitunter finden sich Straßen, die eine fremdsprachige Benennung aufweisen, so der Place Le Pecq in Hennef (nach der Partnerstadt Le Pecq, französisch), der Torsbyvägen (nach der Partnerstadt Torsby, schwedisch) und die Rue d'Achères (nach der Partnerstadt Achères, französisch), jeweils in Großkrotzenburg, die Rua Hiroshima in Oberhausen am Friedensdorf International (japanisch), der Eagle Way und der Albatross Way in Weeze (englisch) oder verschiedene Straßen in Berlin-Tegel (französisch). Eine besondere Namenstruktur besitzen die Straßen, die im ehemaligen West-Berlin von den Garden der französischen Schutzmacht genutzt und bewohnt wurden (siehe Cité Foch und Liste der Straßen und Plätze in Berlin-Wittenau).

## Häufigkeit
Häufigster Straßenname in Deutschland ist Hauptstraße, sie gab es (Stand 2013) 6234 mal. Es folgen Schulstraße (4947), Gartenstraße (4647), Dorfstraße (4529), Bahnhofstraße (4341), Bergstraße (3924), Birkenweg (3121) und Lindenstraße (2968). Insgesamt gibt es in Deutschland mehr als 433.000 verschiedene Namen für Straßen und Plätze sowie knapp 1,2 Millionen benannte Straßen und Plätze. 97 % der Straßennamen in Deutschland sind einzigartig bzw. kommen seltener als zehnmal vor.
In der Schweiz führt die Bahnhofstrasse mit 1368 Vorkommen (Stand 2003) die Liste der häufigsten Straßennamen an und ist in nahezu jeder dritten Gemeinde zu finden, wobei wohl die relativ große Dichte des Schienenverkehrsnetzes des Landes eine Rolle spielt. Es folgen Hauptstrasse (1269), Dorfstrasse (1193), Industriestrasse (523), Schulstrasse (440) und Oberdorfstrasse (424). Im Vergleich zu Deutschland fällt auf, dass sich unter den 20 häufigsten Straßennamen keiner befindet, mit dem eine Person geehrt wird.
Im Vereinigten Königreich liegt die High Street an erster Stelle. Der Name ist gleichbedeutend mit der Haupteinkaufsstraße. Es folgen Station Road (Bahnhofstraße), Main Street (Hauptstraße) und Church Street (Kirchstraße). Mit der Victoria Road folgt auf Platz fünf der erste Straßenname, der Bezug auf das britische Königshaus mit Königin Victoria nimmt. Derartige Bezeichnungen sind relativ häufig anzutreffen, unter den 25 häufigsten Straßennamen ist dies bei 7 der Fall.